# Halowe Mistrzostwa Europy w Lekkoatletyce 2025 – skok w dal mężczyzn
Skok w dal mężczyzn – jedna z konkurencji technicznych rozgrywanych podczas halowych lekkoatletycznych mistrzostw Europy w  Omnisport Apeldoorn.

## Terminarz
| Data    | Godzina |              |
| ------- | ------- | ------------ |
| 5 marca | 20:30   | Kwalifikacje |
| 6 marca | 20:34   | Finał        |

## Rekordy
Tabela prezentuje halowy rekord świata, rekord Europy w hali, rekord halowych mistrzostw Europy, a także najlepsze osiągnięcia w hali na świecie i w Europie w sezonie 2025 przed rozpoczęciem mistrzostw.
|                                               | Zawodnik        | Wynik | Miejsce   | Data                  |
| --------------------------------------------- | --------------- | ----- | --------- | --------------------- |
| Rekord świata                                 | Carl Lewis      | 8,79  | Nowy Jork | 27 stycznia 1984(dts) |
| Rekord Europy                                 | Sebastian Bayer | 8,71  | Turyn     | 8 marca 2009(dts)     |
| Rekord mistrzostw Europy                      | Sebastian Bayer | 8,71  | Turyn     | 8 marca 2009(dts)     |
| Najlepszy wynik na świecie w 2025 roku (hala) | Mattia Furlani  | 8.37  | Toruń     | 15 lutego 2023(dts)   |
| Najlepszy wynik w Europie w 2025 roku (hala)  | Mattia Furlani  | 8.37  | Toruń     | 15 lutego 2023(dts)   |

## Wyniki

### Kwalifikacje[1]
Awans: 8,00 m (Q) lub osiem najlepszych rezultatów (q).
| Poz. | Zawodnik             | Reprezentacja      | Próby | Próby | Próby | Wynik | Uwagi |
| Poz. | Zawodnik             | Reprezentacja      | 1     | 2     | 3     | Wynik | Uwagi |
| ---- | -------------------- | ------------------ | ----- | ----- | ----- | ----- | ----- |
| 1    | Gerson Baldé         | Portugalia         | 8.11  |       |       | 8.11  | Q     |
| 2    | Jaime Guerra         | Hiszpania          | x     | 8.07  |       | 8.07  | Q     |
| 3    | Bożidar Sarybojukow  | Bułgaria           | 7.84  | 8.05  |       | 8.05  | Q     |
| 4    | Thobias Montler      | Szwecja            | 8.00  |       |       | 8.00  | Q     |
| 5    | Mattia Furlani       | Włochy             | 7.95  | x     | r     | 7.95  | q     |
| 6    | Radek Juška          | Czechy             | 7.91  | 7.76  | x     | 7.91  | q     |
| 7    | Andreas Trajkovski   | Macedonia Północna | 7.51  | 7.77  | 7.85  | 7.85  | q,    |
| 8    | Lester Lescay        | Hiszpania          | 7.72  | x     | 7.81  | 7.81  | q     |
| 9    | Kristian Pulli       | Finlandia          | 7.71  | x     | 7.80  | 7.80  | SB    |
| 10   | Piotr Tarkowski      | Polska             | x     | 7.63  | 7.70  | 7.70  |       |
| 11   | Roko Farkaš          | Chorwacja          | 7.56  | 7.58  | 7.70  | 7.70  |       |
| 12   | Danylo Dubyna        | Ukraina            | 7.37  | 7.26  | 7.67  | 7.67  |       |
| 13   | Filip Pravdica       | Chorwacja          | 7.42  | 7.64  | 7.35  | 7.64  | SB    |
| 14   | Kalle Salminen       | Finlandia          | 7.43  | 7.59  | 7.37  | 7.59  |       |
| 15   | Marko Čeko           | Chorwacja          | 7.47  | 7.42  | x     | 7.47  |       |
| 16   | Daniel Ingi Egilsson | Islandia           | 7.21  | 7.34  | 7.40  | 7.40  |       |
| 17   | Luka Bošković        | Serbia             | x     | x     | 7.15  | 7.15  |       |

### Finał[2]
| Poz. | Zawodnik            | Reprezentacja      | Runda | Runda | Runda | Runda | Runda | Runda | Wynik | Uwagi |
| Poz. | Zawodnik            | Reprezentacja      | 1     | 2     | 3     | 4     | 5     | 6     | Wynik | Uwagi |
| ---- | ------------------- | ------------------ | ----- | ----- | ----- | ----- | ----- | ----- | ----- | ----- |
| 01 ! | Bożidar Sarybojukow | Bułgaria           | 7.88  | x     | 7.94  | x     | x     | 8.13  | 8.13  |       |
| 02 ! | Mattia Furlani      | Włochy             | x     | 8.10  | x     | x     | 8.12  | 8.09  | 8.12  |       |
| 03 ! | Lester Lescay       | Hiszpania          | x     | 8.12  | x     | –     | –     | –     | 8.12  | SB    |
| 4    | Gerson Baldé        | Portugalia         | 7.61  | –     | 8.07  | –     | 7.76  | 7.86  | 8.07  |       |
| 5    | Jaime Guerra        | Hiszpania          | x     | 8.06  | x     | x     | x     | x     | 8.06  |       |
| 6    | Radek Juška         | Czechy             | 7.97  | 7.72  | 7.90  | x     | 6.24  | x     | 7.97  | SB    |
| 7    | Thobias Montler     | Szwecja            | 7.94  | x     | x     | 6.33  | 7.83  | 7.47  | 7.94  |       |
| 8    | Andreas Trajkovski  | Macedonia Północna | 7.59  | x     | 7.65  | 7.63  | x     | x     | 7.65  |       |